# Caché (software)
Caché is een databasemanagementsysteem uitgebracht door InterSystems Corporation in 1997. Het wordt gebruikt voor de ontwikkeling van objectgeoriënteerde toepassingen en is de opvolger van MUMPS (ook wel afgekort tot 'M' maar voluit Massachusetts General Hospital Utility Multi-Programming System).
InterSystems introduceerde met Caché wat het bedrijf een 'postrelationele database' noemde, waarmee het wilde aanduiden dat Caché een systeem is dat ontwikkeld werd na de doorbraak van de relationele modellen.
De belangrijkste bouwsteen van Caché is niet de tabel zoals in relationele databases, maar wel de zogenaamde global, een multidimensioneel en hiërarchisch opgebouwd geheel van gegevens.